# Vladimir Gouliaev
Pour les articles homonymes, voir Gouliaev.
Vladimir Leonidovitch Gouliaev (en russe : Влади́мир Леони́дович Гуля́ев), né le 30 octobre 1924 à Sverdlovsk, et mort le 3 novembre 1997 à Moscou, est un acteur soviétique, puis russe.

## Biographie
Lors de la Seconde Guerre mondiale, Gouliaev commence à travailler dans un atelier mécanique, puis à partir de 20 avril 1942, intègre l'école de pilotage de Perm et devient en 1943, aviateur des forces armées soviétiques avec le grade de sous-lieutenant. Il effectue soixante voles avec un Iliouchine Il-2 et finit la guerre en province de Prusse-Orientale. Il reçoit de nombreuses décorations dont l'ordre de la Guerre patriotique et l'ordre du Drapeau rouge, mais se voit réformé pour des raisons d'état de santé, à la suite de ses nombreuses blessures.
De retour à la vie civile, il entame les études dans la classe de maître de Mikhaïl Romm et Sergueï Ioutkevitch à l'Institut national de la cinématographie. Diplômé en 1951, il commence à travailler au Théâtre national d'acteur de cinéma. Acteur de genre, il apparait principalement dans le rôle du meilleur ami du héros principal. Sa carrière s'essouffle à partir des années 1960 et l'artiste est contraint d'accepter de tout petits rôles et même la figuration. En 1976, on lui attribue le titre d'artiste émérite de la RSFSR.
Mort à Moscou, Gouliaev est enterré au cimetière de Kountsevo.

## Filmographie
- 1956 : Le Printemps dans la rue Zaretchnaïa d' Marlen Khoutsiev
- 1961 : Récit des années de feu d'Yuliya Solntseva
- 1965 : Opération Y et autres aventures de Chourik de Leonid Gaïdaï
- 1968 : Le Bras de diamant de Leonid Gaïdaï
- 1969 : Une tournée dangereuse de Gueorgui Jungwald-Khilkevitch
- 1967 : La Hardiesse de Gueorgui Jungwald-Khilkevitch
- 1970 : L'Appel éternel (Вечный зов) de Vladimir Krasnopolski et Valeri Ouskov (ru)